# Giovanni Goria
Giovanni Goria (Asti, 30 luglio 1943 – Asti, 21 maggio 1994) è stato un politico italiano, esponente della Democrazia Cristiana. Fu Presidente del consiglio dei ministri dal 1987 al 1988 e più volte ministro della Repubblica.

## Biografia

### Giovinezza ed esordi
Giovanni Goria nacque ad Asti il 30 luglio 1943 da Luigi Goria, geometra comunale, e Pierina Ferrero, impiegata nel commercio.
Conseguì il diploma di ragioniere nel 1962 presso l'istituto Giobert di Asti e nel 1967 si laureò in economia e commercio all'Università degli Studi di Torino, con una tesi dal titolo Organismi e istituti operanti nel quadro della programmazione regionale in Italia.
Negli anni sessanta si iscrisse alla Democrazia Cristiana. In quegli anni era responsabile dell'ufficio studi e programmazione dell'amministrazione provinciale di Asti e, in seguito, entrò a far parte dell'ufficio studi della Camera di commercio di Asti. Nel 1969 si sposò con Eugenia Obermitto. Dal matrimonio nacquero Marco Goria nel 1971 e Paola Goria nel 1976. Dagli anni settanta, Goria militò nella corrente della "Sinistra di Base" e divenne uno dei più stretti collaboratori di Ciriaco De Mita, pur mantenendo una posizione indipendente all'interno della sinistra democristiana.
Dal 1974 al 1976 ricoprì la carica di membro del collegio sindacale della Cassa di Risparmio di Asti. Nel 1975, dopo essere stato a capo del movimento giovanile della DC, divenne segretario provinciale del partito. 

### L'ascesa in politica
La svolta nella carriera politica di Goria avvenne nel 1976, con la candidatura alle elezioni politiche del 20 giugno. Venne eletto alla Camera dei deputati nella circoscrizione Cuneo-Alessandria-Asti. Durante la sua prima legislatura fece parte della Commissione Finanze e Tesoro della Camera e divenne membro dell'ufficio economico della DC, nonché Consigliere economico del Presidente del Consiglio dei ministri, Giulio Andreotti.
Nel 1979 venne rieletto Deputato, e da giugno 1981 assunse la carica di Sottosegretario al bilancio e alla programmazione economica, durante il primo governo Spadolini (1981-1982), incarico dal quale si dimise nel giugno 1982 per assumere quello di responsabile del Dipartimento Economico della Democrazia Cristiana.

### I Ministeri e la politica economica
Nel dicembre 1982 divenne per la prima volta Ministro del Tesoro, nel V governo Fanfani. «La sua nomina è una delle più rilevanti novità di quel governo: egli è infatti il più giovane a ricoprire tale incarico nell'Italia repubblicana. La sua età e la sua immagine di persona più vicina alla gente e al comune buon senso, rispetto alla tradizionale figura del politico italiano, contribuiscono ad accrescerne la popolarità, facendone il prototipo di "uomo nuovo" per la DC».
Al Ministero del Tesoro Goria si circondò di giovani collaboratori, tra cui gli economisti Mario Sarcinelli come direttore generale e Bruno Tabacci alla segreteria tecnica. 
Chiamò anche Mario Monti alla Commissione per il controllo della spesa pubblica, e come primi consiglieri economici designò Innocenzo Cipolletta e Mario Draghi, il quale era al suo primo incarico istituzionale, e successivamente venne designato Vicepresidente alla Banca Mondiale. 
Con il rinnovamento della dirigenza emerse una nuova linea del rigore e del risanamento con la forte collaborazione con la Banca d'Italia del governatore Carlo Azeglio Ciampi, pur nella confermata "separazione" nell'emissione dei titoli e gestione del debito pubblico.
Goria mantenne ininterrottamente l'incarico di Ministro del tesoro anche durante i due governi Craxi (1983-1986, 1986-1987) e il sesto governo Fanfani (1987) durante cui detenne, ad interim, l'incarico di Ministro del bilancio e della programmazione economica. Goria resse le sorti del tesoro in un periodo molto travagliato per l'economia dello Stato. Il principale ostacolo al risanamento dell'economia e al superamento della grave crisi produttiva che minava la credibilità internazionale era l'inflazione, che per tutto il decennio precedente si mantenne a due cifre, toccando il 18% con pesanti conseguenze sui tassi di interesse, sia pubblici che privati. 
Attraverso misure di politica monetaria, volte a dare stabilità alla lira rispetto alle ipotesi di continue svalutazioni competitive, di bilancio, orientate a frenare l'andamento tendenziale della spesa pubblica con nuove regole e parametri in rapporto alla crescita del PIL, e una politica dei redditi finalizzata a frenare automatismi e indicizzazione nelle dinamiche salariali (la scala mobile), l'inflazione venne riportata nella media europea alla fine degli anni '80. La vittoria referendaria sul Decreto di San Valentino che limitava la scala mobile. Tale politica permise l'allungamento delle scadenze sul debito pubblico (che continuò tuttavia nel complesso a salire), nuove tipologie di titoli, e la riduzione degli oneri del debito, e portò al superamento della stagflazione e a una nuova crescita significativa del PIL dopo la recessione dei primi anni ’80.
Sul fronte bancario Goria nominò, tramite il Comitato per il Credito e il Risparmio, oltre cento nuovi presidenti delle banche e delle Casse di Risparmio, ancora pubbliche. Inoltre propose iniziative legislative per la concessione di mutui a tassi agevolati per le giovani coppie. Insieme a Draghi, infine, avanzò iniziative sul salario di ingresso per la disoccupazione giovanile, proposte per sostenere l'imprenditoria giovanile e la cooperazione industriale, rinnovando la Legge Marcora.

### La Presidenza al Consiglio dei Ministri
Dopo le elezioni politiche anticipate del 1987, indette a seguito della caduta del Governo Craxi II a causa della rottura dell'accordo tra Bettino Craxi e Ciriaco De Mita, detto il "patto della staffetta", venne nominato Presidente del Consiglio Amintore Fanfani, ma il suo governo durò solo dall'aprile al luglio del 1987.
Si ricorse dunque a un governo di transizione e Giovanni Goria ricevette, dal Presidente della Repubblica Francesco Cossiga, l'incarico di formare il governo, su indicazione del segretario del suo partito, Ciriaco De Mita. 
Giovanni Goria divenne così Presidente del Consiglio dei ministri, il 29 luglio 1987.
Il Governo Goria fu il primo governo della decima legislatura e il politico astigiano assunse ad interim anche il Ministero per gli interventi straordinari nel Mezzogiorno. Fino alla nomina di Matteo Renzi nel 2014, Goria fu – a 44 anni – il più giovane Presidente del Consiglio italiano in epoca repubblicana (il più giovane in assoluto nella storia dello stato italiano fu Benito Mussolini, capo del governo a 39 anni).
Il governo da lui presieduto, composto dalla maggioranza del Pentapartito (il quale governò l'Italia per tutti gli anni 1980 ed i primi 1990) ebbe natura breve in quanto l'obiettivo prefissato era quello di presentare una legge di bilancio per il 1988. Mentre era alla Presidenza del Consiglio, Goria inviò la Marina Militare nel Golfo Persico per difendere le navi mercantili dalla pirateria. Goria fu costretto a rassegnare le dimissioni a febbraio 1988 in seguito alle difficoltà nell'approvazione della legge finanziaria, ma Cossiga gli conferì di nuovo l'incarico; nel marzo 1988 il Governo dovette dimettersi per le tensioni interne concernenti il referendum sull'energia nucleare. Il 13 aprile 1988 si insediò il Governo De Mita, sempre costituito dalla maggioranza del Pentapartito.

### L'esperienza da europarlamentare
Subito dopo la fine dell'incarico da Presidente del Consiglio, Goria diede vita all'iniziativa del "Progetto Europa '92", finalizzato a richiamare, con convegni, studi e dibattiti, l'attenzione sulle modernizzazioni occorrenti per entrare a pieno titolo nell'Europa unita. Negli stessi anni, all'interno della DC venne sostanzialmente emarginato durante il congresso nazionale del 1989.
A giugno dello stesso anno partecipò alle elezioni europee, risultando il più votato della circoscrizione nord-ovest con 640 403 preferenze. Al Parlamento europeo Goria ricoprì la carica di Presidente della Commissione politica, dal 1989 al 1991.

### Il ritorno in Italia
Nell'aprile 1991 si dimise da europarlamentare per assumere l'incarico di Ministro dell'agricoltura e delle foreste nel nuovo Governo Andreotti, formato dalla maggioranza del Quadripartito, senza il Partito Repubblicano Italiano di Giorgio La Malfa. In questa veste, Goria decise il commissariamento della Federconsorzi, che portò alla liquidazione dell'ente, indebitato per 4000 miliardi e presiedette all’ultima fase di realizzazione della Legge n.164 del 10/02/1992, volta a normare le Denominazioni di Origine dei vini, le Indicazioni Geografiche Tipiche e l’utilizzo delle stesse.
Rieletto per la quinta volta alle elezioni politiche del 1992, entrò a far parte del governo presieduto dal socialista Giuliano Amato come Ministro delle finanze, in una compagine governativa che dovette affrontare la difficile situazione economica. Nel 1992, Goria, da Ministro delle finanze, intervenne varando una manovra correttiva da 93mila miliardi di lire, in prevalenza sul fronte delle entrate, con tasse e imposte, necessaria al fine di tenere l'Italia all'interno dei parametri di Maastricht. 
Il 19 febbraio 1993 Giovanni Goria si dimise in seguito al suo coinvolgimento come imputato in una vicenda giudiziaria legata alla Cassa di Risparmio di Asti, cui si aggiunse un'altra inchiesta riguardante delle presunte tangenti per l'ospedale di Asti. Entrambe le vicende si conclusero negli anni successivi con il suo proscioglimento e la piena assoluzione. 
In quei mesi Goria si ammalò e morì ad Asti, il 21 maggio 1994.
I funerali furono celebrati nella Cattedrale di Asti da monsignor Ugo Poletti, alla presenza delle più alte cariche dello Stato. Il feretro fu tumulato nella tomba di famiglia del cimitero comunale di Asti.
A un decennio dalla scomparsa di Goria è nata la Fondazione Giovanni Goria, con sede ad Asti, di cui il figlio Marco è presidente. La Fondazione s'impegna a promuovere e realizzare progetti culturali di valorizzazione del territorio, di sviluppo locale e di cittadinanza attiva.